# V.League Awards
V.League Awards là một chuỗi các giải thưởng được Công ty Cổ phần Bóng đá Chuyên nghiệp Việt Nam (VPF) trao tặng hàng năm dành cho các cầu thủ, huấn luyện viên trưởng, trọng tài xuất sắc nhất trong suốt một mùa bóng của Giải bóng đá Vô địch Quốc gia (V.League). Các giải thưởng này thường được trao vào buổi lễ tổng kết hoặc đêm gala tổng kết các giải bóng đá chuyên nghiệp quốc gia vào cuối mùa giải.

## Cầu thủ xuất sắc nhất mùa giải
| Mùa       | Cầu thủ              | Quốc tịch | Vị trí   | Câu lạc bộ                    | TK     |
| --------- | -------------------- | --------- | -------- | ----------------------------- | ------ |
| 1998      | Lê Huỳnh Đức         | Việt Nam  | Tiền đạo | Công an Thành phố Hồ Chí Minh | [ 3 ]  |
| 1999–2000 | Lê Huỳnh Đức (2)     | Việt Nam  | Tiền đạo | Công an Thành phố Hồ Chí Minh |        |
| 2000–01   | Nguyễn Hồng Sơn      | Việt Nam  | Tiền vệ  | Thể Công                      | [ 4 ]  |
| 2004      | Kiatisuk Senamuang   | Thái Lan  | Tiền đạo | Hoàng Anh Gia Lai             | [ 5 ]  |
| 2005      | Kesley Alves         | Brasil    | Tiền đạo | Bình Dương                    |        |
| 2006      | Lê Công Vinh         | Việt Nam  | Tiền đạo | Sông Lam Nghệ An              | [ 6 ]  |
| 2007      | Lê Công Vinh (2)     | Việt Nam  | Tiền đạo | Sông Lam Nghệ An              |        |
| 2008      | Lê Công Vinh (3)     | Việt Nam  | Tiền đạo | Sông Lam Nghệ An              | [ 7 ]  |
| 2012      | Nguyễn Minh Phương   | Việt Nam  | Tiền vệ  | SHB Đà Nẵng                   | [ 8 ]  |
| 2013      | Gonzalo Marronkle    | Argentina | Tiền đạo | Hà Nội T&T                    |        |
| 2014      | Nguyễn Anh Đức       | Việt Nam  | Tiền đạo | Becamex Bình Dương            |        |
| 2015      | Nguyễn Anh Đức (2)   | Việt Nam  | Tiền đạo | Becamex Bình Dương            |        |
| 2016      | Gastón Merlo         | Argentina | Tiền đạo | SHB Đà Nẵng                   |        |
| 2017      | Đinh Thanh Trung     | Việt Nam  | Tiền vệ  | Quảng Nam                     |        |
| 2018      | Nguyễn Văn Quyết     | Việt Nam  | Tiền đạo | Hà Nội                        | [ 9 ]  |
| 2019      | Nguyễn Quang Hải     | Việt Nam  | Tiền vệ  | Hà Nội                        |        |
| 2020      | Nguyễn Văn Quyết (2) | Việt Nam  | Tiền đạo | Hà Nội                        |        |
| 2022      | Nguyễn Văn Quyết (3) | Việt Nam  | Tiền đạo | Hà Nội                        |        |
| 2023      | Nguyễn Hoàng Đức     | Việt Nam  | Tiền vệ  | Viettel                       | [ 10 ] |
| 2023–24   | Rafaelson Bezerra    | Brasil    | Tiền đạo | Thép Xanh Nam Định            | [ 11 ] |
| 2024–25   | Alan Grafite         | Brasil    | Tiền đạo | Công an Hà Nội                | [ 12 ] |

## Đội hình tiêu biểu của giải
Những cầu thủ được in đậm đã giành giải thưởng Cầu thủ xuất sắc nhất trong cùng mùa giải.
| Mùa giải | Đội hình                                     | Đội hình | Đội hình | Đội hình | TK     |
| Mùa giải | Thủ môn                                      | Hậu vệ | Tiền vệ | Tiền đạo | TK     |
| -------- | -------------------------------------------- | --- | --- | --- | ------ |
| 2013     | Bassey Akpan (Hoàng Anh Gia Lai)             | Trần Đình Hoàng (Sông Lam Nghệ An) Quế Ngọc Hải (Sông Lam Nghệ An) Nguyễn Văn Biển (Hà Nội T&T) Lê Quang Hùng (Xi măng The Vissai Ninh Bình)   | Lê Công Vinh (Sông Lam Nghệ An) Hughtun Hector (Sông Lam Nghệ An) Nastja Čeh (FLC Thanh Hóa) Phan Tấn Tài (Đồng Tâm Long An)               | Gonzalo Marronkle (Hà Nội T&T) Samson Olaleye (Hà Nội T&T)                                                           | [ 13 ] |
| 2014     | Nguyễn Quốc Thiện Esele (Becamex Bình Dương) | Nguyễn Văn Việt (Than Quảng Ninh) Danny Van Bakel (FLC Thanh Hóa) Nguyễn Huy Cường (Than Quảng Ninh) Âu Văn Hoàn (Becamex Bình Dương)          | Nguyễn Anh Đức (Becamex Bình Dương) Nguyễn Trọng Hoàng (Becamex Bình Dương) Hoàng Minh Tâm (SHB Đà Nẵng) Nguyễn Văn Quyết (Hà Nội T&T)     | Abass Cheikh Dieng (Becamex Bình Dương) Hoàng Vũ Samson (Hà Nội T&T)                                                 | [ 14 ] |
| 2015     | Huỳnh Tuấn Linh (Than Quảng Ninh)            | Nguyễn Xuân Thành (Becamex Bình Dương) Lê Đức Tuấn (FLC Thanh Hóa) Danny Van Bakel (FLC Thanh Hóa) Hoàng Vissai (QNK Quảng Nam)                | Phạm Thành Lương (Hà Nội T&T) Moses Oloya (Becamex Bình Dương) Đinh Thanh Trung (QNK Quảng Nam) Nguyễn Văn Quyết (Hà Nội T&T)              | Hoàng Đình Tùng (FLC Thanh Hóa) Nguyễn Anh Đức (Becamex Bình Dương)                                                  | [ 15 ] |
| 2016     | Nguyễn Tuấn Mạnh (Sanna Khánh Hòa BVN)       | Sầm Ngọc Đức (Hà Nội T&T) Quế Ngọc Hải (Sông Lam Nghệ An) Lê Văn Phú (Hải Phòng) Trần Văn Vũ (Sanna Khánh Hoà BVN)                             | Lê Văn Thắng (Hải Phòng) Nghiêm Xuân Tú (Than Quảng Ninh) Đinh Thanh Trung (QNK Quảng Nam)                                                 | Pape Omar Faye (FLC Thanh Hóa) Gastón Merlo (SHB Đà Nẵng Uche Iheruome (Sanna Khánh Hoà BVN)                         | [ 16 ] |
| 2017     | Nguyễn Tuấn Mạnh (Sanna Khánh Hòa BVN)       | Đỗ Văn Thuận (Sài Gòn) Trần Đình Trọng (Sài Gòn) Hoàng Văn Khánh (Sông Lam Nghệ An) Vũ Văn Thanh (Hoàng Anh Gia Lai)                           | Nguyễn Quang Hải (Hà Nội) Nguyễn Hoàng Quốc Chí (Sanna Khánh Hoà BVN) Nguyễn Huy Hùng (Quảng Nam) Đinh Thanh Trung (Quảng Nam)             | Nguyễn Anh Đức (Becamex Bình Dương) Errol Stevens (Hải Phòng)                                                        | [ 17 ] |
| 2018     | Đặng Văn Lâm (Hải Phòng)                     | Đoàn Văn Hậu (Hà Nội) Chaher Zarour (Sanna Khánh Hoà BVN) Đỗ Duy Mạnh (Hà Nội) Vũ Văn Thanh (Hoàng Anh Gia Lai)                                | Nghiêm Xuân Tú (Than Quảng Ninh) Moses Oloya (Hà Nội) Ngô Hoàng Thịnh (FLC Thanh Hóa) Nguyễn Quang Hải (Hà Nội)                            | Nguyễn Công Phượng (Hoàng Anh Gia Lai) Nguyễn Văn Quyết (Hà Nội)                                                     | [ 18 ] |
| 2019     | Trần Nguyên Mạnh (Sông Lam Nghệ An)          | Đoàn Văn Hậu (Hà Nội) Bùi Tiến Dũng (Viettel) Nguyễn Hữu Tuấn (Thành phố Hồ Chí Minh) Hồ Tấn Tài (Becamex Bình Dương)                          | Nguyễn Quang Hải (Hà Nội) Trần Minh Vương (Hoàng Anh Gia Lai) Mạc Hồng Quân (Than Quảng Ninh) Nguyễn Văn Quyết (Hà Nội)                    | Pape Omar Faye (Hà Nội) Nguyễn Văn Toàn (Hoàng Anh Gia Lai)                                                          | [ 19 ] |
| 2020     | Trần Nguyên Mạnh (Viettel)                   | Sầm Ngọc Đức (Thành phố Hồ Chí Minh) Janclesio (Hồng Lĩnh Hà Tĩnh) Hồ Tấn Tài (Becamex Bình Dương)                                             | Nguyễn Quang Hải (Hà Nội) Nguyễn Hai Long (Than Quảng Ninh) Cao Văn Triền (Sài Gòn) Nguyễn Văn Quyết (Hà Nội) Nguyễn Trọng Hoàng (Viettel) | Nguyễn Công Phượng (Thành phố Hồ Chí Minh) Pedro Paulo (Sài Gòn)                                                     | [ 20 ] |
| 2022     | Trần Nguyên Mạnh (Viettel)                   | Đàm Tiến Dũng (Đông Á Thanh Hóa) Nguyễn Thành Chung (Hà Nội) Nguyễn Thanh Bình (Viettel) Hồ Tấn Tài (Topenland Bình Định)                      | Nguyễn Hải Huy (Hải Phòng) Nguyễn Hoàng Đức (Viettel) Đỗ Hùng Dũng (Hà Nội)                                                                | Phạm Tuấn Hải (Hà Nội) Rimario Gordon (Hải Phòng) Nguyễn Văn Quyết (Hà Nội)                                          | [ 21 ] |
| 2023     | Trần Nguyên Mạnh (Thép Xanh Nam Định)        | Đoàn Văn Hậu (Công an Hà Nội) Nguyễn Thanh Bình (Viettel) Bùi Hoàng Việt Anh (Hà Nội) Vũ Văn Thanh (Công an Hà Nội)                            | Bùi Văn Đức (Hồng Lĩnh Hà Tĩnh) Nguyễn Hải Huy (Hải Phòng) Nguyễn Hoàng Đức (Viettel) Lâm Ti Phông (Đông Á Thanh Hóa)                      | Phạm Tuấn Hải (Hà Nội) Rafaelson (Topenland Bình Định)                                                               | [ 22 ] |
| 2023–24  | Patrik Lê Giang (Thành phố Hồ Chí Minh)      | Nguyễn Văn Đức (Bình Định) Phan Tuấn Tài (Thể Công – Viettel) Bùi Hoàng Việt Anh (Công an Hà Nội) Ngô Tùng Quốc (Thành phố Hồ Chí Minh)        | Nguyễn Hoàng Đức (Thể Công – Viettel) Nguyễn Thái Sơn (Thanh Hóa)                                                                          | Nguyễn Văn Quyết (Hà Nội) Phạm Tuấn Hải (Hà Nội) Rafaelson (Thép Xanh Nam Định) Nguyễn Văn Toàn (Thép Xanh Nam Định) | [ 23 ] |
| 2024–25  | Nguyễn Đình Triệu (Hải Phòng)                | Jason Quang Vinh Pendant (Công an Hà Nội) Nguyễn Thành Chung (Hà Nội) Adou Leygley Minh (Hồng Lĩnh Hà Tĩnh) Bùi Tiến Dũng (Thể Công – Viettel) | Nguyễn Văn Vĩ (Thép Xanh Nam Định) Nguyễn Quang Hải (Thanh Hóa) Caio César (Thép Xanh Nam Định) Nguyễn Hai Long (Hà Nội)                   | Nguyễn Tiến Linh (Bản mẫu:BBD) Alan Grafite (Công an Hà Nội)                                                         | [ 12 ] |

## Cầu thủ trẻ xuất sắc nhất mùa giải
| Mùa giải  | Cầu thủ              | Vị trí   | Câu lạc bộ                    | Tuổi | TK     |
| --------- | -------------------- | -------- | ----------------------------- | ---- | ------ |
| 1995      | Trần Minh Chiến      | Tiền đạo | Công an Thành phố Hồ Chí Minh | 21   | [ 24 ] |
| 1999–2000 | Phạm Hùng Dũng       | Hậu vệ   | Đà Nẵng                       | 21   | [ 3 ]  |
| 2000–01   | Thạch Bảo Khanh      | Tiền đạo | Thể Công                      | 22   | [ 4 ]  |
| 2004      | Phan Văn Tài Em      | Tiền vệ  | Gạch Đồng Tâm Long An         | 22   | [ 5 ]  |
| 2005      | Hoàng Ngọc Linh      | Tiền đạo | Sông Đà Nam Định              | 20   |        |
| 2013      | Trần Minh Vương      | Tiền vệ  | Hoàng Anh Gia Lai             | 18   |        |
| 2014      | Trần Minh Vương (2)  | Tiền vệ  | Hoàng Anh Gia Lai             | 19   | [ 14 ] |
| 2015      | Đỗ Duy Mạnh          | Tiền vệ  | Hà Nội T&T                    | 20   | [ 25 ] |
| 2016      | Vũ Văn Thanh         | Tiền vệ  | Hoàng Anh Gia Lai             | 20   | [ 26 ] |
| 2017      | Nguyễn Quang Hải     | Tiền đạo | Hà Nội                        | 20   | [ 17 ] |
| 2018      | Nguyễn Quang Hải (2) | Tiền vệ  | Hà Nội                        | 21   |        |
| 2019      | Đoàn Văn Hậu         | Hậu vệ   | Hà Nội                        | 20   |        |
| 2020      | Bùi Hoàng Việt Anh   | Hậu vệ   | Hà Nội                        | 21   |        |
| 2022      | Nguyễn Phi Hoàng     | Tiền vệ  | SHB Đà Nẵng                   | 19   |        |
| 2023      | Nguyễn Thái Sơn      | Tiền vệ  | Đông Á Thanh Hóa              | 20   |        |
| 2023–24   | Bùi Vĩ Hào           | Tiền đạo | Becamex Bình Dương            | 21   | [ 11 ] |
| 2024–25   | Lê Văn Thuận         | Tiền vệ  | Đông Á Thanh Hóa              | 19   | [ 12 ] |

## Huấn luyện viên xuất sắc nhất mùa giải
| Mùa giải  | Huấn luyện viên     | Câu lạc bộ            | TK     |
| --------- | ------------------- | --------------------- | ------ |
| 1999–2000 | Nguyễn Thành Vinh   | Sông Lam Nghệ An      |        |
| 2000–01   | Ninh Văn Bảo        | Nam Định              |        |
| 2004      | Nguyễn Ngọc Hảo     | Sông Đà Nam Định      |        |
| 2005      | Huỳnh Ngọc San      | Gạch Đồng Tâm Long An |        |
| 2006      | Henrique Calisto    | Gạch Đồng Tâm Long An |        |
| 2007      | Lê Thụy Hải         | Becamex Bình Dương    |        |
| 2008      | Lê Thụy Hải (2)     | Becamex Bình Dương    |        |
| 2009      | Lê Huỳnh Đức        | SHB Đà Nẵng           |        |
| 2010      | Phan Thanh Hùng     | Hà Nội T&T            |        |
| 2011      | Nguyễn Hữu Thắng    | Sông Lam Nghệ An      |        |
| 2012      | Lê Huỳnh Đức (2)    | SHB Đà Nẵng           | [ 27 ] |
| 2013      | Phan Thanh Hùng (2) | Hà Nội T&T            |        |
| 2014      | Nguyễn Thanh Sơn    | Becamex Bình Dương    |        |
| 2015      | Phan Thanh Hùng (3) | Hà Nội T&T            |        |
| 2016      | Chu Đình Nghiêm     | Hà Nội T&T            |        |
| 2017      | Hoàng Văn Phúc      | Quảng Nam             |        |
| 2018      | Chu Đình Nghiêm (2) | Hà Nội                |        |
| 2019      | Chung Hae-seong     | Thành phố Hồ Chí Minh |        |
| 2020      | Trương Việt Hoàng   | Viettel               |        |
| 2022      | Chu Đình Nghiêm (3) | Hải Phòng             |        |
| 2023      | Božidar Bandović    | Hà Nội                |        |
| 2023–24   | Vũ Hồng Việt        | Thép Xanh Nam Định    | [ 11 ] |
| 2024–25   | Vũ Hồng Việt        | Thép Xanh Nam Định    | [ 12 ] |

## Bàn thắng đẹp nhất mùa giải
| Mùa giải  | Cầu thủ           | Câu lạc bộ         | Bàn[A] | Đối thủ              | Ngày                 | TK     |
| --------- | ----------------- | ------------------ | ------ | -------------------- | -------------------- | ------ |
| 1999–2000 | Nguyễn Hồng Sơn   | Thể Công†          | 2–0    | Nam Định             | 12 tháng 3 năm 2000  | [ 3 ]  |
| 2000–01   | Trần Công Minh    | Đồng Tháp          | 2-1    | Công an Hải Phòng    | 31 tháng 12 năm 2000 |        |
| 2004      |                   |                    |        |                      |                      |        |
| 2005      |                   |                    |        |                      |                      |        |
| 2006      |                   |                    |        |                      |                      |        |
| 2007      |                   |                    |        |                      |                      |        |
| 2008      |                   |                    |        |                      |                      |        |
| 2009      |                   |                    |        |                      |                      |        |
| 2010      |                   |                    |        |                      |                      |        |
| 2011      |                   |                    |        |                      |                      |        |
| 2013      |                   |                    |        |                      |                      |        |
| 2014      | Nguyễn Xuân Thành | Thanh Hóa          | 1–0    | Sông Lam Nghệ An†    | 25 tháng 1 năm 2014  | [ 28 ] |
| 2015      | Lê Quốc Phương    | FLC Thanh Hóa†     | 2–1    | Than Quảng Ninh      | 9 tháng 8 năm 2015   |        |
| 2016      | Phạm Thành Lương  | Hà Nội T&T†        | 2–0    | SHB Đà Nẵng          | 1 tháng 5 năm 2016   | [ 29 ] |
| 2017      | Pape Omar Faye    | FLC Thanh Hóa†     | 2–1    | SHB Đà Nẵng          | 24 tháng 6 năm 2017  | [ 30 ] |
| 2018      | Nguyễn Đình Bảo   | Hải Phòng†         | 1–0    | Becamex Bình Dương   | 14 tháng 7 năm 2018  | [ 31 ] |
| 2019      | Nghiêm Xuân Tú    | Than Quảng Ninh    | 2–1    | Sài Gòn†             | 8 tháng 7 năm 2019   | [ 32 ] |
| 2020      | Nguyễn Quang Hải  | Hà Nội†            | 2–1    | Sài Gòn              | 4 tháng 11 năm 2020  | [ 33 ] |
| 2022      | Phạm Tuấn Hải     | Hà Nội             | 1–3    | Hải Phòng†           | 23 tháng 10 năm 2022 | [ 1 ]  |
| 2023      | Trần Phi Sơn      | Hồng Lĩnh Hà Tĩnh  | 1–0    | TopenLand Bình Định† | 6 tháng 8 năm 2023   | [ 34 ] |
| 2023–24   | Rafaelson Bezerra | Thép Xanh Nam Định | 1–2    | Đông Á Thanh Hóa†    | 6 tháng 8 năm 2023   | [ 11 ] |
| 2024–25   | Nguyễn Hữu Thắng  | Thể Công – Viettel | 2–2    | Quảng Nam            | 6 tháng 4 năm 2025   | [ 12 ] |

## Giải phong cách
| Mùa giải | Câu lạc bộ                    | TK     |
| -------- | ----------------------------- | ------ |
| 2000–01  | Cảng Sài Gòn                  | [ 35 ] |
| 2004     | Delta Đồng Tháp               | [ 36 ] |
| 2005     | Gạch Đồng Tâm Long An         |        |
| 2006     | Khatoco Khánh Hòa             | [ 37 ] |
| 2007     | Pisico Bình Định              |        |
| 2008     | Đồng Tâm Long An              |        |
| 2009     | Becamex Bình Dương            |        |
| 2010     | Becamex Bình Dương            |        |
| 2011     | Hoàng Anh Gia Lai             |        |
| 2012     | SHB Đà Nẵng                   | [ 38 ] |
| 2013     | Hoàng Anh Gia Lai             | [ 39 ] |
| 2014     | Becamex Bình Dương            | [ 28 ] |
| 2015     | Becamex Bình Dương            | [ 25 ] |
| 2016     | Sanna Khánh Hòa Biển Việt Nam | [ 29 ] |
| 2017     | Than Quảng Ninh               |        |
| 2018     | Sông Lam Nghệ An              |        |
| 2019     | Hoàng Anh Gia Lai             |        |
| 2020     | Sông Lam Nghệ An              |        |
| 2022     | Viettel                       |        |
| 2023     | Hồng Lĩnh Hà Tĩnh             | [ 34 ] |
| 2023–24  | Hà Nội                        | [ 11 ] |
| 2024–25  | Công an Hà Nội                | [ 12 ] |

## Trọng tài xuất sắc nhất mùa giải
| Mùa giải | Trọng tài            | Trợ lý trọng tài     | TK            |
| -------- | -------------------- | -------------------- | ------------- |
| 2006     | Dương Mạnh Hùng      | Phạm Mạnh Long       | [ 40 ] [ 41 ] |
| 2007     | Dương Văn Hiền       | Phạm Mạnh Long (2)   | [ 42 ]        |
| 2008     | Dương Văn Hiền (2)   | Phạm Mạnh Long (3)   | [ 43 ]        |
| 2009     | Dương Văn Hiền (3)   | Nguyễn Ngọc Hà       | [ 44 ]        |
| 2010     | Võ Minh Trí          | Nguyễn Ngọc Hà (2)   | [ 45 ]        |
| 2011     | Võ Quang Vinh        | Nguyễn Ngọc Hà (3)   | [ 46 ]        |
| 2012     | Võ Quang Vinh (2)    | Phạm Mạnh Long (4)   | [ 47 ]        |
| 2013     | Nguyễn Trọng Thư     | Phạm Mạnh Long (5)   | [ 48 ]        |
| 2014     | Nguyễn Trọng Thư (2) | Phạm Mạnh Long (6)   | [ 28 ]        |
| 2015     | Võ Minh Trí (2)      | Nguyễn Trung Hậu     | [ 25 ]        |
| 2016     | Nguyễn Ngọc Châu     | Nguyễn Trường Xuân   |               |
| 2017     | Võ Minh Trí (3)      | Nguyễn Như Phong     | [ 49 ]        |
| 2018     | Ngô Duy Lân          | Phạm Mạnh Long (7)   | [ 31 ]        |
| 2019     | Hoàng Ngọc Hà        | Phạm Mạnh Long (8)   | [ 32 ]        |
| 2020     | Hoàng Ngọc Hà (2)    | Phạm Mạnh Long (9)   |               |
| 2022     | Nguyễn Đình Thái     | Phạm Hoài Tâm        |               |
| 2023     | Ngô Duy Lân (2)      | Nguyễn Trung Hậu (2) |               |
| 2023–24  | Hoàng Ngọc Hà (3)    | Hoàng Duy Tuất       | [ 11 ]        |
| 2024–25  | Hoàng Ngọc Hà (4)    | Nguyễn Thành Sơn     | [ 12 ]        |